# Claude-Frédéric-Henri Mazoyer
Claude-Frédéric-Henri Mazoyer, né le 1er octobre 1775 à Lyon et mort le 9 janvier 1841 à Toulouse, est un poète et dramaturge français.

## Biographie
Fils de Pierre Mazoyer et d’Éléonore Agniat, il a fait ses études dans sa ville natale, et s’est livré de très bonne heure à la poésie française. Il n’avait encore que dix-sept ans lorsqu’il a composé une Ode sur l’invasion de la Hollande, adressée au peuple français. Monté à Pris à l’âge de dix-neuf ans, il s’est fait connaitre dans la littérature par ses Odes, qui lui ont valu le suffrage et l’amitié des hommes de lettres les plus distingués de son époque.
En 1797, il a collaboré à la rédaction de L'Ami des arts et commencé au lycée Thélusson un cours de littérature, dans la chaire précédemment occupée par Jean-François de La Harpe, avec pour sujet de ses leçons Examen de la poésie épique chez les différens peuples anciens et modernes.
Le 25 novembre 1800, il a fait représenter, à la Comédie-Française, la tragédie classique de Thésée, qui a eu beaucoup de succès. Cette pièce avait été annoncée comme devant être suivie d’autres drames. C’est néanmoins sa dernière production. Peu d’années après la publication de Thésée, il s’est tourné vers les affaires publiques, et s’est voué sans partage aux fonctions dont il était chargé dans l’administration de la guerre, en qualité de chef de division honoraire.
Nommé commissaire des guerres et chevalier de la Légion d’Honneur, en 1814, il s’est retiré pendant les Cent-Jours, pour ne revenir à son poste qu’au retour d’exil de Louis XVIII. Entré, en 1817, au conseil d’État comme maitre des requêtes, il a été, en cette qualité, attaché au comité de la guerre comme sous-intendant.
En 1830, après la Révolution de Juillet, au moment où il allait être, pour récompense de ses services et de son utilité, nommé conseiller d’État, il a refusé de prêter serment au nouveau roi, Louis-Philippe, et a demandé sa retraite.
L’état de sa santé lui rendant nécessaire le climat du Midi, il est allé, peu d’années après, s’installer à Toulouse, où se trouvait un avocat et jurisconsulte de sa parentèle, du même nom. L'Académie des jeux floraux se l’est associée comme mattre, et puis comme mainteneur. Il a été assidu à ses séances, et s’est rendu utile dans les discussions littéraires occupant cette Académie.
Il était également chevalier des ordres de Saint-Louis, de Charles III et de la Légion d’honneur.